# La Masquerade Infernale
Albums de Arcturus
Aspera Hiems Symfonia
(1996) The Sham Mirrors
(2002)
La Masquerade Infernale est le deuxième album studio du groupe de metal avant-gardiste norvégien Arcturus. Il est sorti le 27 octobre 1997 sous le label Misanthropy Records.
Cet album est assez différent des autres albums d'Arcturus, en particulier de son prédécesseur, Aspera Hiems Symfonia. En effet, ce dernier est un album principalement axé black metal, alors que La Masquerade Infernale se situe plus dans le genre metal avant-gardiste, en raison d'un retrait du chant hurlé, d'un usage plus important de synthétiseurs, et d'une tendance à l'expérimentation.
Les thèmes le plus fréquemment abordés dans l'album sont le théâtre, la littérature du XIXe siècle, la folie, et les faux-semblants.

## Musiciens
- G. Wolf : chant
- Knut M. Valle : guitare
- Hugh Steven James Mingay aka "Skoll" : basse
- Steinar Sverd Johnsen : claviers
- Hellhammer : batterie

### Musiciens de session
- ICS Vortex : chant sur les titres The Chaos Path, Master Of Disguise et Painting My Horror
- Carl August Tidemann : guitare sur les titres Ad Astra et Of Nails And Sinners
- Idun Felberg : cornet à pistons sur le titre Ad Astra
- Erik Olivier Lancelot aka "AiwarikiaR" : flûte sur le titre Ad Astra
- Svein Haugen : contrebasse
- Vegard Johnsen : violon
- Dorthe Dreier : alto
- Hans Josef Groh : violoncelle

## Liste des morceaux
| No | Titre                   | Durée |
| -- | ----------------------- | ----- |
| 1. | Master of Disguise      | 6:43  |
| 2. | Ad Astra                | 7:36  |
| 3. | The Chaos Path          | 5:34  |
| 4. | La Masquerade Infernale | 2:00  |
| 5. | Alone                   | 4:42  |
| 6. | The Throne of Tragedy   | 6:34  |
| 7. | Painting My Horror      | 5:59  |
| 8. | Of Nails and Sinners    | 6:03  |